# Цона Сан Грегорио (Ливорно)
Цона Сан Грегорио је насеље у Италији у округу Ливорно, региону Тоскана.
Према процени из 2011. у насељу је живело 24 становника. Насеље се налази на надморској висини од 32 м.